# Dzierzki
Dzierzki (deutsch Dziersken, 1936 bis 1945 Althöfen) ist ein kleines Dorf in der polnischen Woiwodschaft Ermland-Masuren und gehört zur Landgemeinde Jedwabno (1938 bis 1945 Gedwangen) im Powiat Szczycieński (Kreis Ortelsburg).

## Geographische Lage
Dzierzki liegt in der südlichen Mitte der Woiwodschaft Ermland-Masuren, 35 Kilometer nordöstlich der einstigen Kreisstadt Neidenburg (polnisch Nidzica) bzw. zehn Kilometer westlich der heutigen Kreismetropole Szczytno (deutsch Ortelsburg).

## Geschichte
Dziersken – vor 1785 Dziersk – wurde 1612 gegründet und bestand ursprünglich nur aus zwei Höfen. Im Jahre 1874 wurde das Dorf in den neu errichteten Amtsbezirk Burdungen (polnisch Burdąg) eingegliedert, der zum ostpreußischen Kreis Neidenburg gehörte. Im Jahre 1910 zählte Dziersken 31 Einwohner.
Am 1. April 1936 wurde die kleine Landgemeinde Dziersken in die benachbarte Landgemeinde Neuhof (polnisch Nowy Dwór) eingemeindet, gleichzeitig der Ortsname von Dziersken in „Althöfen“ geändert.
Als 1945 in Kriegsfolge das gesamte südliche Ostpreußen an Polen fiel, war auch Althöfen davon betroffen. Das Dorf erhielt die polnische Namensform „Dzierzki“ und ist heute eine Ortschaft innerhalb der Landgemeinde Jedwabno (1938 bis 1945 Gedwangen) im Powiat Szczycieński (Kreis Ortelsburg), bis 1998 der Woiwodschaft Olsztyn, seither der Woiwodschaft Ermland-Masuren zugehörig.

## Kirche
Dziersken resp. Althöfen war bis 1945 in die evangelische Kirche Neuhof (Kreis Neidenburg) in der Kirchenprovinz Ostpreußen der Kirche der Altpreußischen Union sowie in die römisch-katholische Pfarrkirche Jedwabno im damaligen Bistum Ermland eingepfarrt.
Heute gehört Dzierzki evangelischerseits zur Kirchengemeinde Jedwabno in der Diözese Masuren der Evangelisch-Augsburgischen Kirche in Polen, außerdem zur St.-Adalbert-Pfarrei Nowy Dwór im jetzigen Erzbistum Ermland.

## Verkehr
Dzierzki liegt an der verkehrsreichen Landesstraße 58, die Olsztynek (Hohenstein) mit Szczytno (Ortelsburg) und Pisz (Johannisburg) verbindet und bis nach Szczuczyn in der Woiwodschaft Masowien führt. Die Nachbarorte Burdąg (Burdungen) und Nowy Dwór (Neuhof) sind über eine Nebenstraße mit Dzierzki verbunden. Eine Anbindung an den Bahnverkehr existiert nicht.